# ميفوباربيتال
ميثيل فينوباربيتال المعروف أيضًا باسم ميفوباربيتال وميفوباربيتون، يُسوَّقُ تحت أسماء تجارية مثل Mebaral و Mephyltaletten و Phemiton و Prominal، هو عقار مشتق من الباربيتورات يُستخدم مُضادًّا للاختلاج، ومهدئًا ومُضادًّا للقلق أيضًا. العقار هو النظير N -metylated للفينوباربيتال وله مؤشرات مماثلة وقيمة علاجية وتحمل.

## الهوامش
1. ↑  المُصطلحات الإنكليزيَّة المُقابلة لهذه الأسماء هي: Methylphenobarbital؛ mephobarbital؛ mephobarbitone تتاليًا.